# کاینیک اسید
کاینیک اسید (به انگلیسی: Kainic acid) یک ترکیب شیمیایی با شناسه پاب‌کم ۱۰۲۵۵ است. 